# Eve-Olution
| Críticas profissionais | Críticas profissionais |
| Avaliações da crítica  | Avaliações da crítica  |
| Fonte                  | Avaliação              |
| ---------------------- | ---------------------- |
| Allmusic               | [ 1 ]                  |
| Entertainment Weekly   | B+                     |
| IGN                    | [ 3 ]                  |
| Rolling Stone          | [ 4 ]                  |
| Slant                  | [ 5 ]                  |

Eve-Olution é o terceiro álbum de estúdio da rapper americana Eve, foi lançado em 27 de Agosto de 2002. O álbum estreou em nº 6 na Billboard 200, levando disco de ouro, vendendo 700,000 unidades. O álbum teve como singles as músicas "Gangsta Lovin'" com a participação de Alicia Keys, e com Dr. Dre e Truth Hurts em "What".

## Faixas
1. "Intro"
2. "What!" (Featuring Truth Hurts)
3. "Gangsta Lovin'" (feat. Alicia Keys)
4. "Irresistible Chick"
5. "Party In The Rain (feat. Mashonda)
6. "Argument" (Skit)
7. "Let This Go"
8. "Hey Y'All" (feat. Snoop Dogg & Nate Dogg)
9. "Figure You Out"
10. "Stop Hatin'" (Skit)
11. "Satisfaction"
12. "Neckbones"
13. "Double R What" (feat. Jadakiss & Styles P)
14. "Ryde Away"
15. "As I Grow"
16. "Eve-Olution"
17. "Let Me Blow Ya Mind" (feat. Gwen Stefani) (Reino Unido / Brasil Bonus Track)
18. "U, Me & She" (Reino Unido Bonus Track)

## Créditos
| - Dee Dean – A&R, produtor executivo - Waah Dean – produtor executivo - Eve – produtor, produtor executivo - Jay "Icepick" Jackson – A&R, organizador, produtor executivo, produtor - Steve Stout – produtor executivo - Drew Fitzgerald – diretor de ciração - Larry Chatman – coordenador do projeto - Ekaterina Kenney – assistência criativa - Dr. Dre – produtor, mixagem - Mike Elizondo – produtor, guitarra, teclado, baixo - Irv Gotti – produtor - Hot Runner – produtor - Neckbones – produtor - Poke & Tone – produtor - Staxx – produtor - Swizz Beatz – produtor | - Teflon – produtor, vocais adicionais - Larry Phillabaum – guitarra, teclados, mixagem - Steve Baughman – mixagem - Barry Goldstein – mixagem - Rich Keller – mixagem - Doug Wilson – mixagem - Brian Springer – mixagem - Gabe Chiesa – engenheiro - Carlisle Young – engenheiro, engenheiro vocal - Tom Rounds – engenheiro assistente - Sam Story – engenheiro assistente - Tony Dawsey – masterização - Anthony Hamilton - vocais - Tracie Spencer – vocais de fundo - Joe Zee – estilista - Alexander Allen – estilista - Michael Hart Thompson – fotografia - Richard Page – maquiagem |

### Melhores posições
| Paradas musicais (2002)             | Melhor posição |
| ----------------------------------- | -------------- |
| Australian Albums Chart             | 36             |
| Austrian Albums Chart               | 42             |
| Belgian (Flanders) Albums Chart     | 39             |
| Begian (Wallonia) Albums Chart      | 42             |
| Canadian Albums Chart               | 8              |
| French Albums Chart                 | 15             |
| Netherland Albums Chart             | 40             |
| New Zealand Albums Chart            | 23             |
| Norwegian Albums Chart              | 32             |
| Swedish Albums Chart                | 46             |
| Swiss Albums Chart                  | 4              |
| UK Albums Chart                     | 47             |
| US Billboard 200                    | 6              |
| US Billboard Top R&B/Hip-Hop Albums | 1              |

### Certificações
| País           | Certificação | Vendas       |
| -------------- | ------------ | ------------ |
| Estados Unidos | Ouro         | + de 500,000 |